# Feuerschiff Relandersgrund
Das Feuerschiff Relandersgrund (finnisch: Majakkalaiva Relandersgrund) war ein finnisches Feuerschiff, das von 1888 bis 1914 im Schärenmeer bei Rauma positioniert war. Heute dient es als Restaurantschiff in Helsinki.

## Geschichte
Das Schiff wurde 1886–1888 bei W:m Crichton & C:o Ab in Turku erbaut. Es hat eine Länge von 27,1 Meter, eine Breite von 6,7 Meter, einen Tiefgang von 2,1 Meter und verdrängt 168 Tonnen.
Bis 1914 diente es als Feuerschiff im unübersichtlichen Schärenmeer bei Rauma, das seit dem Mittelalter durch viele Strandungen und Wracks bekannt ist. 1914 wurde es eingezogen und – nachdem die deutsche Marine die finnische Küste vermint hatte – von russischen Matrosen versenkt.
Nach Ende des Ersten Weltkrieges wurde das Schiff geborgen, in Tallinn repariert und von 1918 bis 1937 als Reservefeuerschiff Reserv 1 eingesetzt. 1938 bis 1978 diente es unter dem Namen Vuolle als Expeditionsschiff. 1978 wurde es zum Verschrotten verkauft, tauchte jedoch in den 1980er Jahren wieder auf und wurde unter dem Namen Rellu bis 1995 in Kotka und heute in Helsinki als Restaurantschiff genutzt.

## Andere Schiffe mit diesem Namen
Die Station Relandersgrund wurde von 1918 bis 1921 von einem anderen Feuerschiff mit Namen Relandersgrund (II) übernommen, der ehemaligen russischen Libauskij, die zuvor auf der Station Libau Dienst getan hatte. Von 1921 bis 1932 auf der Station Äransgrund vor Helsinki und von 1933 bis 1959 umbenannt in Feuerschiff Helsinki. Nach der Außerdienststellung 1959 erfolgte ein Umbau als Hilfsschiff S/S Hyöky und war bis 1983 für die finnische Vermessungsexpedition noch im aktiven Einsatz. Seit 2007 liegt das ehemalige Feuerschiff Helsinki als Museumsschiff in Hamina.
1921 folgte auf der Station Relandersgrund das Feuerschiff Relandersgrund (III), die ehemalige Äransgrund. 1926 wurde sie in Relanderinmatala (finnische Namensform) umbenannt, 1933 in Rauma. Während des Winterkrieges 1939/40 wurde dieses Schiff eingezogen. Seit 1956 wurde es unter dem Namen Kemi auf Station Kemi eingesetzt. Heute liegt es als Museumsschiff in Kotka.